# ワールドライン (フランスの企業)
ワールドライン（フランス語: Worldline S.A.）は、電子決済プラットフォームの開発・運営企業。フランス・ブゾンに本拠を置き、世界25カ国以上に拠点を持つ。ユーロネクスト・パリ上場企業（Euronext: WLN ）。

## 沿革
ワールドラインの歴史は、主要株主のひとつであるアトスの沿革と重なる。1970年、クレディ・アグリコルの前身企業の一つであるクレディ・リヨネが、データセンター子会社として設立したスリガ（Sliga）を起源とする。1972年にスリガはセゴス（Cegos）と合併しスリゴス（Sligos）が設立され、翌1973年に「スリゴスカード」と呼ばれるデビットカードによるキャッシュレス決済サービスを開始した。1996年にスリゴスは、Web分野に強みを持つテクノロジー企業のアクシム（Axime）により買収され、この会社は2000年にアトス・オリジンとなったが、2004年6月、同社が買収により得た諸企業の決済事業がひとつの事業体に統合され、アトス・ワールドラインとなった。2010年8月、アトス・ワールドラインはインドのベンチャー企業のinfotekを買収した、2012年6月にはオランダの同業Quality Equipmentを買収した。
2013年9月、アトスは決済部門の分社化を発表、2014年6月、ワールドラインの社名でユーロネクスト・パリに株式を上場した。
2015年12月、オランダの同業PaySquareを買収、2017年7月、アメリカ合衆国の同業ファースト・データからバルト三国事業を買収、2018年11月、スイス証券取引所を運営するSIXグループが新たにワールドラインの株式の4分の1強を取得することと引き換えに、ワールドラインは同社の決済部門であるSIX Payment Services Europe S.A.を買収する取引が成立した。分社化以来アトスがワールドラインの株式の過半数を保有していたが、2019年5月に株式の一部を売却、アトスの保有割合は2割未満に低下し最大株主の地位を降りた。2020年10月、世界最大の電子決済端末メーカーであるインジェニコ・グループの買収を完了し傘下とした。
中国・台湾・インドなどのアジアや、ブラジル・アルゼンチンなど南米にも現地法人を持ち事業を展開している。地域別での売上では、フランスが19％、ベネルクス3国が32％、スイスおよびドイツが15％であり、欧州外での売上は10％未満であるが、欧州地域における売上では最大手となっている。

## 日本との関係
子会社インジェニコ・グループの日本法人が東京にオフィスを持つ。また、ワールドライン本社はジェーシービーと2014年5月に提携を結び（提携当時の本社はベルギー・ブリュッセル）、ヨーロッパにおけるJCBカードの顧客基盤拡大に協力している。